# Освіта в Стародавньому Римі

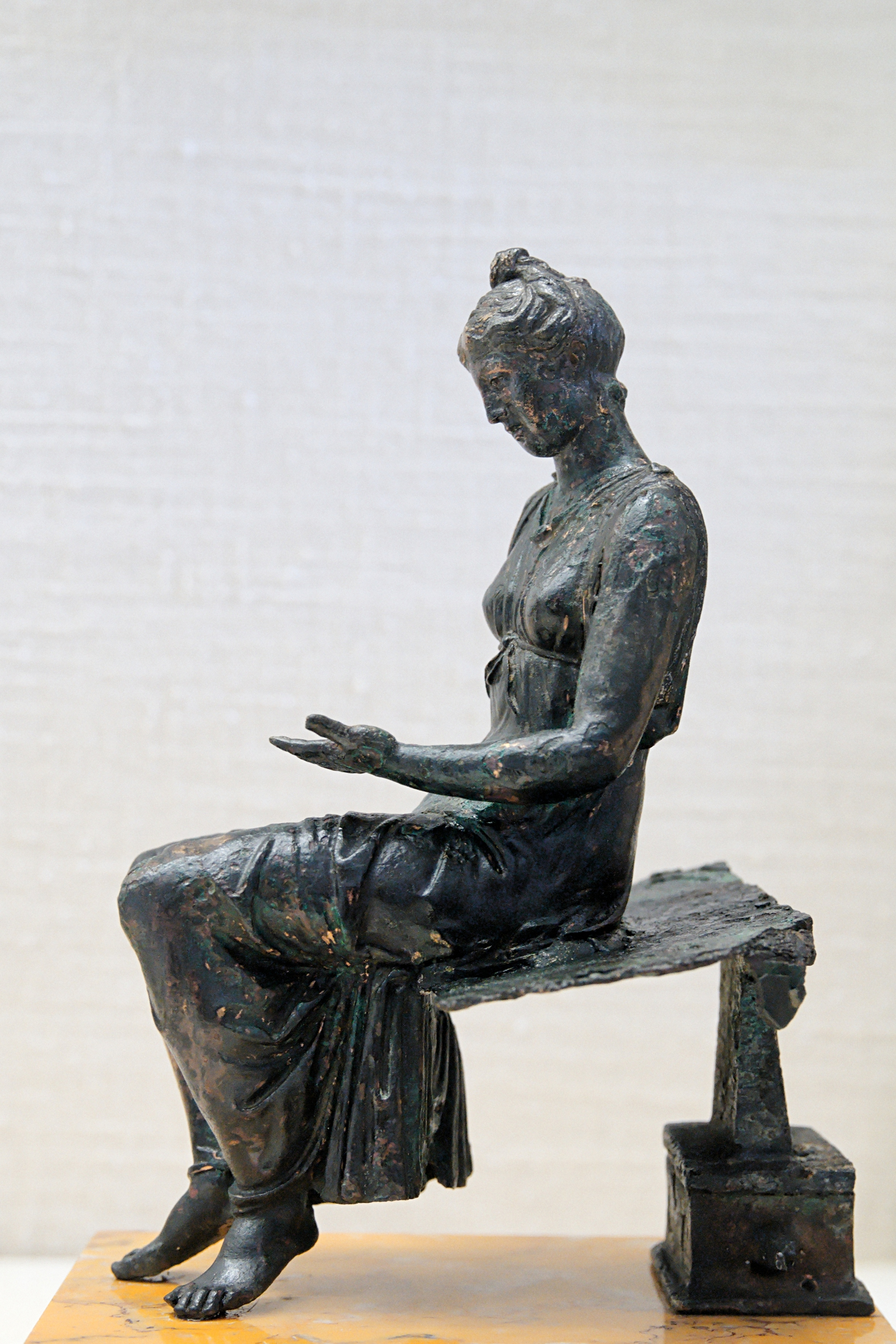
Бронзова статуетка дівчини, яка читає (І ст.)

Освіта в Стародавньому Римі розвивалася від неформальної сімейної освіти в ранній Республіці до систематизованої публічної під час пізньої Республіки та Імперії. Римська освітня система була заснована на грецькій — і багато приватних вчителів у ній були грецькими рабами або вільновідпущениками. Освітня методологія та навчальна програма, використовувані в Римі, були скопійовані в його провінціях і стали основою для освітніх систем у пізнішій західній цивілізації. Організована освіта в школах, званих людусами, залишалася відносно рідкісною, існує небагато первинних джерел або звітів про Римський навчальний процес до II століття нашої ери. У зв'язку з обширною владою, якою володіли голови сімей над родичами, рівень і якість освіти, що надавалася римським дітям, різко відрізнялася від сім'ї до сім'ї; з усім тим, римська народна мораль прийшла зрештою до того, що батьки повинні самі виховувати своїх дітей до певної міри; а від будь-якого римлянина, який бажав вступити до політики, очікувалася повна вища освіта.

## Домашня освіта

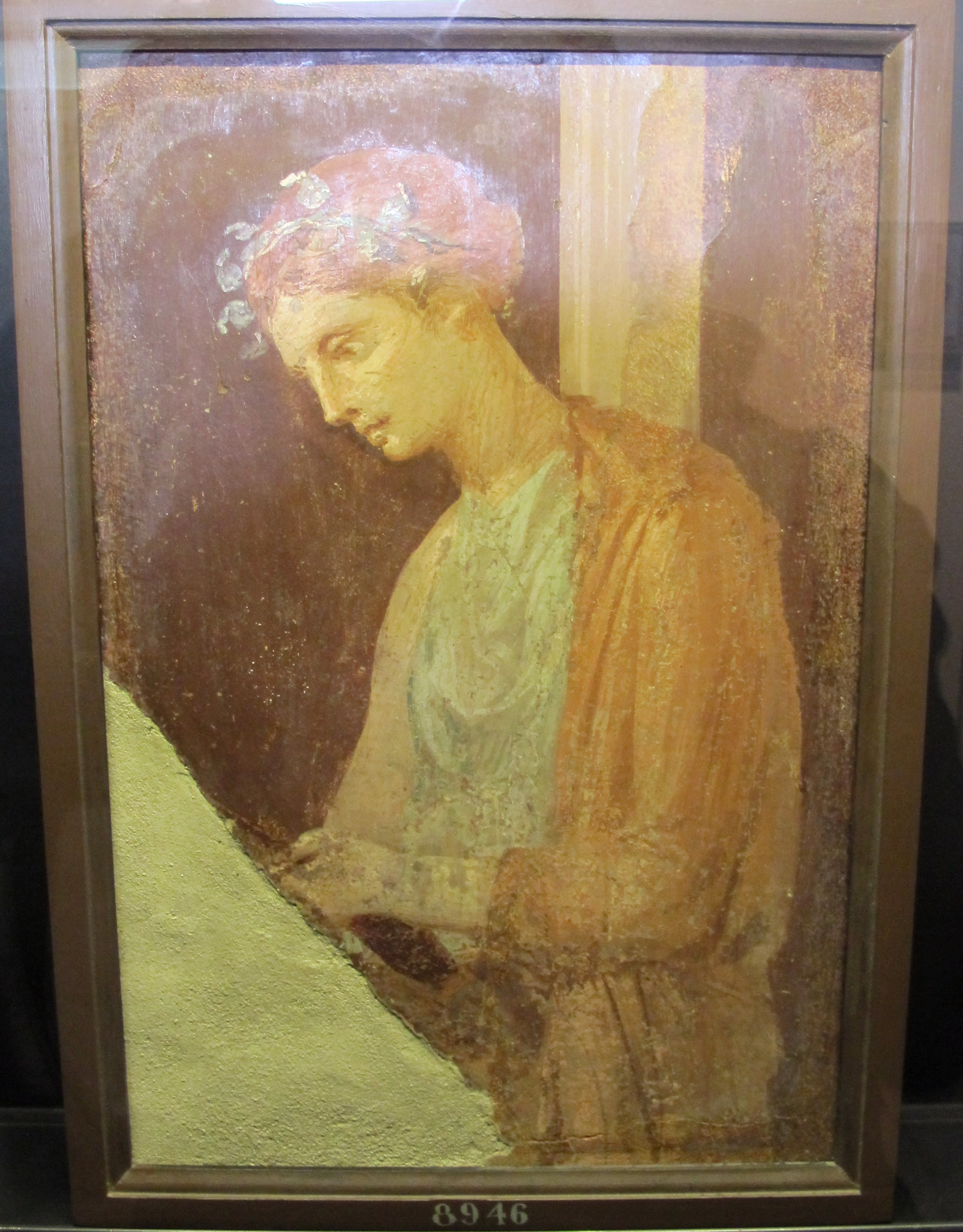
Римська фреска жінки, яка читає текст, помпейський четвертий стиль (60-79 рр. н. е.), Помпеї, Італія

Більшість римських дітей отримували освіту від батьків. Хлопчиків навчали метати спис, фехтувати, плавати, а якщо родина мала коней, то і їздити верхи. Велика увага приділялася фізичній підготовці через майбутню роль хлопчика як захисника Римської імперії. Якщо батько вмів читати й писати, сина теж цьому навчали. Читання та письмо часто давалося за прикладами книг з історії Риму. Матері навчали дівчаток готувати їжу, шити одяг та виконувати інші роботи, які, на думку римлян, потім зробили б дівчинку хорошою дружиною. В 16 років хлопці зі знатних родин ішли на службу до видатних діячів, а з 17 супроводжували армію.
Багаті римляни воліли наймати приватних вчителів для навчання своїх дітей вдома. Зазвичай було дешевше купити освіченого раба-грека, ніж відправляти дітей до школи. Це також сприяло тому, що римські діти виховувалися двомовними. Наплив греків до Риму відбувся після Третьої Македонської війни (171 до н. е. — 168 до н. е.), коли багато македонян було захоплено в рабство. Чимало таких рабів стали вчителями, з-поміж них історик Полібій, який навчав синів Емілія Павла, зокрема майбутнього полководця Сципіона.
Квінтиліан, видатний римський педагог І ст. н. е., вважав, що краще навчатися в школі, ніж у приватного вчителя, бо школи заохочують до конкуренції між дітьми і таким чином дають стимул навчатися краще.

## Школи
У II ст. до н. е. в Римі почали виникати школи. Вони були маленькими і, як правило, займали лише одну кімнату.
Римський учень просувався по рівнях школи так само, як сьогодні учень проходить від початкової школи до середньої, а потім до коледжу. З 6 до 11 років тривала початкова освіта у вчителя, що називався літератором. Він навчав писати, читати й рахувати. Таку освіту отримували і хлопчики і дівчатка. Середня освіта відбувалася під керівництвом граматика, що навчав риториці, та тривала з 12 до 15 років. Отримати середню освіту дозволялося тільки хлопчикам. Учні були зазвичай звільнені від навчання протягом базарних днів, які становили своєрідні вихідні кожні вісім днів. Більшість покидали школу після того, як навчилися читати, писати, та засвоювали базові моральні принципи з літературних праць. Римські цифри були незручні для складних обрахунків, тому замість записаних цифр діти використовували рахівницю. Головними прикладами слугували тексти давніх авторів, але з I ст. до н. е. у школах почали вивчатися і твори тогочасних поетів.
Римляни широко застосовували та схвалювали тілесні покарання до учнів, найчастіше — удар шкіряним батогом, що відображено в прислів'ї «Кого не били, той не вчився». Давньоримські діячі по-різному до цього ставилися. Так, Теренцій вважав, що виконання завдань через страх покарання вчить бути сумлінними лише доти, поки це бачить вчитель.
Навчання було платним, але оплачувалися виключно послуги вчителя. Так, у часи Юлія Цезаря вчитель, який навчав 30 учнів, отримував 180 денаріїв на рік. Солдат у той же час отримував 225 денаріїв, а також забезпечувався за рахунок держави харчуванням, одягом і житлом. А пересічний одружений вільний римлянин мусив отримувати близько 250 денаріїв на рік. До того ж вчителі повинні були самі подбати про шкільне приміщення.
Патриції хвилювалися через вплив іноземних учителів на своїх дітей, і в 92 році до н. е. сенат вигнав усіх учителів з Риму за те, що вони заохочували своїх учнів бути «надто розумними». Сенат був особливо стурбований викладанням грецької філософії, що, на їхню думку, заохочувало непокору.

## Напрямки освіти

### Моральне виховання

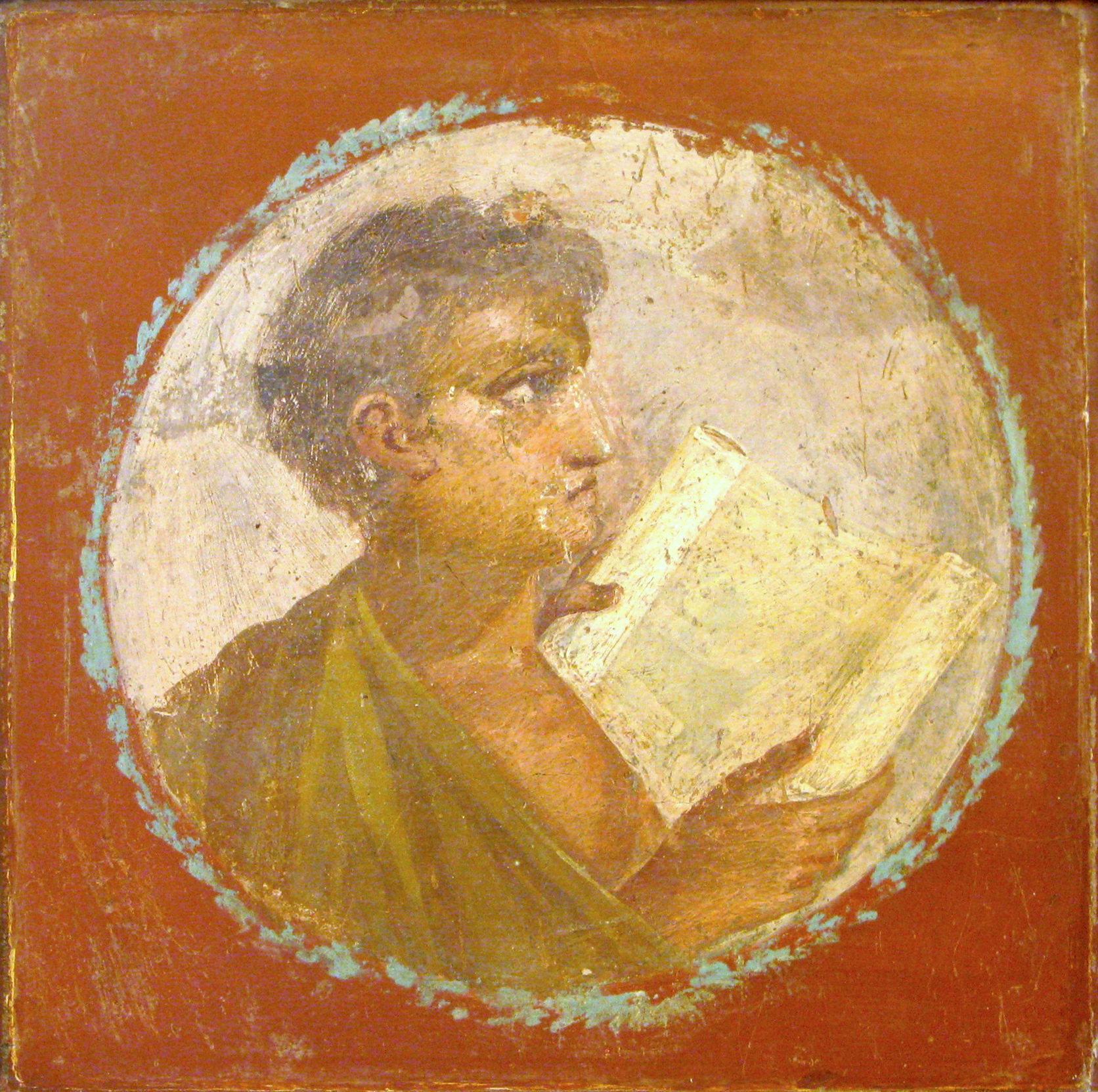
Римська портретна фреска юнака із сувоєм папірусу, з Геркуланума, I століття н. е.

У той час як грецькі хлопчики в основному здобували освіту від громади, першими й найважливішими наставниками римської дитини були батьки. Батьки навчали своїх дітей навичкам, необхідним для життя в ранній республіці, які включали сільськогосподарські, побутові та військові навички, а також моральні та громадянські обов'язки, яких від них як громадян очікували. Римська освіта здійснювалася майже виключно в домашніх умовах під керівництвом глав сімей. Від глави сім'ї або чоловіка найвищого рангу в сім'ї зазвичай навчалися «достатньо читати, писати й арифметики, щоб вони могли розуміти прості ділові операції та рахувати, зважувати й вимірювати».
Такі чоловіки як Катон Старший, дотримувалися цієї римської традиції та дуже серйозно ставилися до своєї ролі вчителів. Він навчив сина не тільки метати спис, битися в обладунках і їздити верхи, а й боксувати, витримувати спеку й холод, і добре плавати, а також було наголошено на професійному навчанні. Проте матерів не можна не помічати через їхню роль моральних вихователів і формувачів характеру своїх дітей. Корнелія Африкана, мати Гракхів, навіть вважається основною підставою відомого красномовства її синів.
Мабуть, найважливіша роль батьків у вихованні своїх дітей полягала в тому, щоб прищепити їм повагу до традицій і тверде розуміння благочестя, або відданість обов'язку. Для хлопчика це означало відданість державі, а для дівчинки — відданість чоловікові та родині.
Коли Римська республіка перейшла до більш формальної освіти, батьки почали наймати вчителів для рівня вищої академічної підготовки. Для цього римляни почали приводити до Риму грецьких рабів, щоб ще більше збагатити знання та потенціал своїх дітей; проте, римляни завжди плекали традицію глави сім'ї та батька як вчителя своєї дитини.

### Граматика

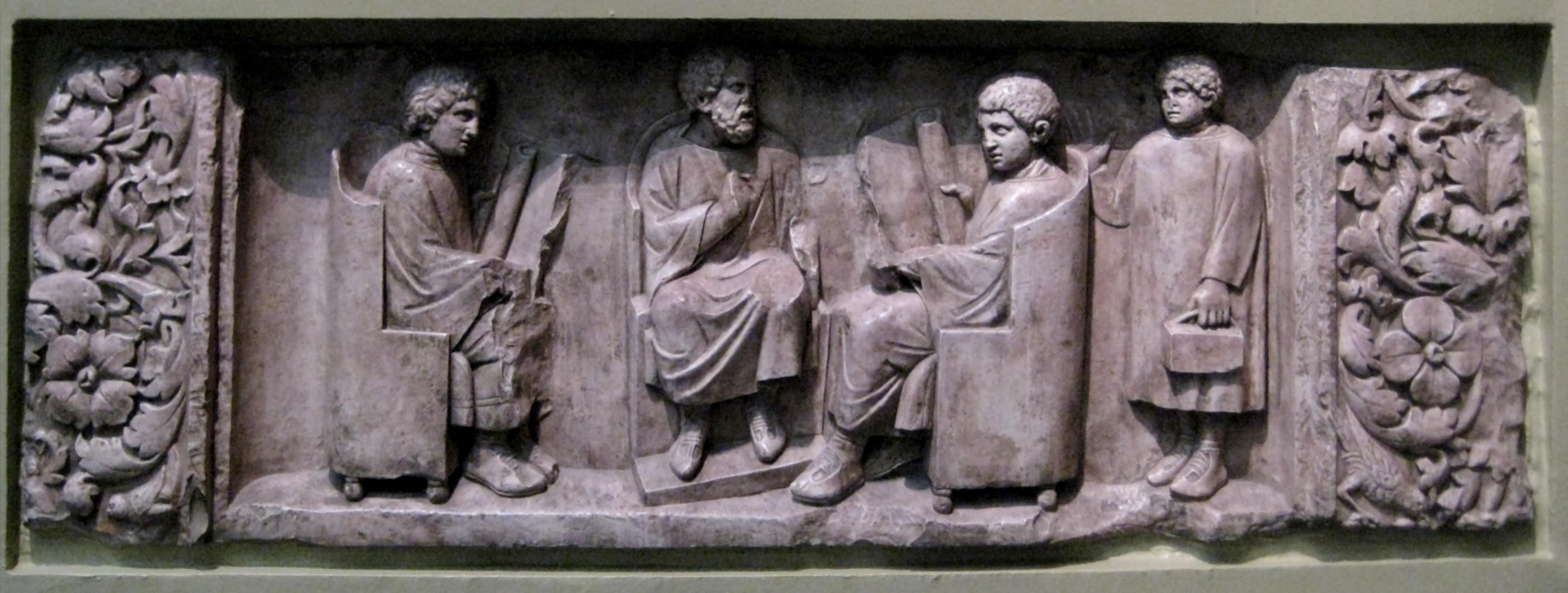
Рельєф, знайдений у Ноймагені поблизу Тріра: вчитель з трьома учнями (180—185 н. е.)

Хоча і літературні, і документальні джерела вказують різні назви вчителя і часто використовують найзагальніші терміни, Едикт про максимальні ціни, виданий імператором Діоклетіаном в 301 році нашої ери, свідчить, що літератор, граматик або ритор, принаймні теоретично, повинен був визначити свою професію саме таким конкретним чином. Цей Едикт встановлював найбільшу можливу платню граматика в розмірі 50 денаріїв на місяць; робота тривала 10 місяців на рік з розрахунку на 10 учнів. Утім, Указ був проігнорований і зрештою скасований через невідповідність встановлених цін реальним.
Навчальна програма була повністю двомовною, оскільки очікувалося, що учні читатимуть і розмовляють грецькою, а також латинською. Оцінювання успішності учня здійснювалося на місці відповідно до стандартів, встановлених його особливим граматиком, оскільки жодне джерело про римську освіту ніколи не згадує роботу, забрану для оцінювання. Замість цього учні виконували вправу, показували свої результати, а вчитель їх виправляв або вітав, і насолоджувався своїм самосприйняттям як «охоронцем мови».
Серед відомих граматиків — Луцій Орбілій Пупілл, відомий застосуванням тілесних покарань до учнів, і вільновідпущеник Марк Веррій Флак, який отримав імперське заступництво та широке покровительство завдяки своїй новій практиці протиставлення учнів однакового віку та здібностей один проти одного та нагородження переможця призом, як правило, старовинною книгою певної рідкісності.
Навіть на піку своєї кар'єри Веррій Флакк, чий престиж дозволяв йому стягувати величезні гроші й бути найнятим імператором Августом для навчання своїх онуків, ніколи не мав власної шкільної кімнати. Натомість він, як і багато його колег-вчителів, орендував приміщенням у приватних школах, які підтримувалися зазвичай низькою платнею за навчання. Інші вчителі обходили витрати на оренду та освітлення, проводячи свої заняття на тротуарах, колонадах або в інших громадських місцях, де їм проте створювали проблеми шум транспорту, скупчення вулиць та погана погода.

### Риторика

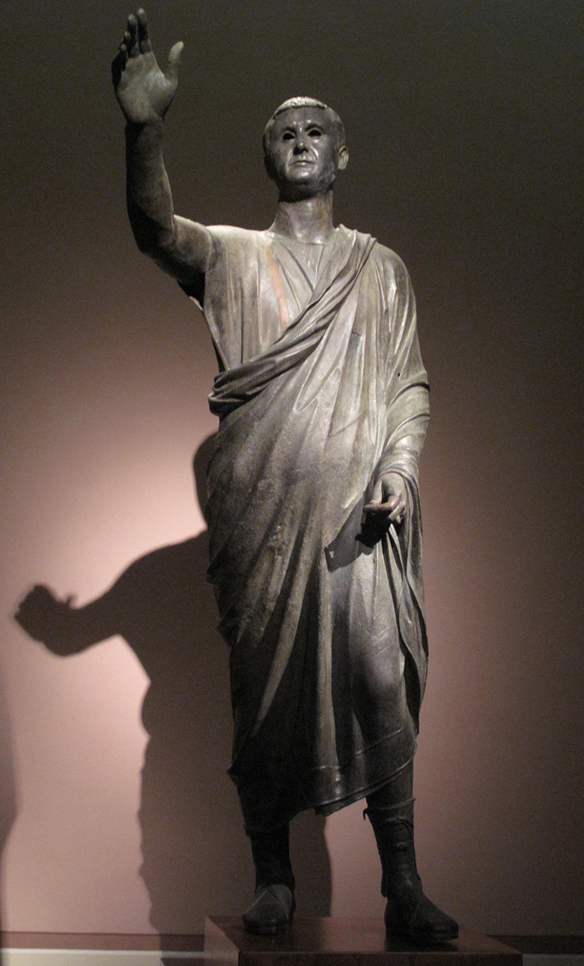
Оратор, c. 100 р. до н. е., етрусько-римська бронзова статуя із зображенням Авла Метелія (лат. Aulus Metellus), етруського чоловіка в римській тозі, який займався риторикою ; на статуї є напис етруським алфавітом

Ораторське мистецтво було завершальним етапом римської освіти. Дуже мало хлопчиків доходили до цього етапу. На початку римської історії, можливо, це був єдиний спосіб підготуватися як юрист або політик.
У римській школі злилися воєдино риторика й ораторське мистецтво. Від грецької риторики до римлян прийшли гумор, логіка і прийоми полеміки. А від ораторського мистецтва — добірність компонування тексту мови, припасування і шліфування фраз, відточена інтонація, оригінальність мовних зворотів, пози, жести тощо.
Римська школа красномовства підрозділяється на два стилі: аттикізм і азіанізм. Азіанізм панував у Римі до 50-х років I-го століття до н. е. Представники цього стилю перетворювали свої виступи на яскраву й темпераментну театральну виставу, за допомогою якої дуже ефектно підносили свої ідеї юрбі. З ораторів цього стилю найбільш відомим є Марк Туллій Цицерон (106-43 р. до н. е.).
Аттикізм став переважним стилем з моменту падіння республіканського ладу і зникнення в суспільстві демократичної традиції волі виступу. Аттикізм відрізняє монотонність, строго обмежений набір жестів і рухів оратора, декларативність і примітивізм аргументації. Оратор спокійно і пишномовно викладав свою точку зору аудиторії, не звертаючи на неї ніякої уваги. Аттикізм ввійшов у моду завдяки його гарячому шанувальнику Юлію Цезарю, що узяв владу над Імперією у свої руки.

### Філософія
Найвищим рівнем освіти було філософське навчання. Вивчення філософії чітко грецьке, проте ним займалися і римські учні. Щоб вивчати філософію, учень повинен був вирушити до філософського центру, де викладали філософи, зазвичай за кордоном у Греції. Розуміння філософської школи могло забезпечити хвалене знання Цицероном про «те, що є великим», але його могли б дослідити найбагатші представники еліти Риму. Римляни вважали філософську освіту виразно грецькою і замість цього зосереджували свої зусилля на побудові шкіл права та риторики.